# 雙環丁烷
双环[1.1.0]丁烷，简称双环丁烷（英語：Bicyclobutane）是一种烃类化合物，化学式为C4H6。其是一种双环分子，通过两个环丙烷环通过顺式融合得到，为无色易压缩气体。双环丁烷是可大规模分离的高环应力化合物中环应力最大的物质之一，其预估的环张力为63.9 kcal/mol。其为非平面分子，两个三元环之间的二面角为123°。
双环丁烷首次被报导是出现在其乙酯衍生物C4H5CO2Et中。其通过对应溴代环丁烷羧酸酯在氢化钠作用下发生脱卤反应得到。溴代环丁烷羧酸酯转换成1-溴-3-氯环丁烷，然后在熔融金属钠作用下发生分子内武兹偶联得到其双环丁烷结构母体。中间体1-溴-3-氯环丁烷也可以利用氯代环丁烷基甲酸采用溴和氧化汞进行改进的汉斯狄克反应得到。
双环丁烷衍生物的合成方法则是将适当取代的2-溴-（1-氯甲基）环丙烷在金属镁的四氢呋喃溶液中进行环合得到。双环丁烷的取代衍生物也可以利用碘代双环[1.1.1]戊烷与胺、硫醇和亚磺酸盐反应得到。双环[1.1.0]丁烷在药物化学中常被用作共价反应基团。

涉及双环[1.1.1]戊烷合成双环[1.1.0]丁烷的药物合成反应

立体化学证据表明，双环丁烷通过协同周环反应（[σ2s+σ2a]环消除）热解形成1,3-丁二烯，反应活化能为41 kcal/mol。

## 生物合成
α-亚麻酸可利用球孢鱼腥藻（Anabaena sphaerica，菌株 PCC 7120）产生的融合蛋白转化成双环丁烷衍生物。有的研究组报导一种定向演化的生物工程方法，使大肠杆菌表达出特定的工程血红蛋白，使得双环丁烷衍生物的产率和产速都得以优化。